# Coupe des nations de rink hockey 1971
Navigation
Coupe des nations 1970 Coupe des nations 1973
La Coupe des nations de rink hockey 1971 est la 43e édition de la compétition. La coupe se déroule durant le mois de mars 1971 à Montreux.

## Déroulement
La compétition se compose d'un championnat à 7 équipes. Chaque équipe jouant une rencontre contre les six autres.

## Résultats
| Rang | Équipe      | Pts | J | G | N | P | Bp | Bc | Diff |  | Résultats   |  |     |      |     |      |       |     |
| ---- | ----------- | --- | - | - | - | - | -- | -- | ---- |  | ----------- |  | --- | ---- | --- | ---- | ----- | --- |
| 1    | Espagne     | 16  | 6 | 5 | 0 | 1 | 38 | 12 | +26  |  | Espagne     |  | 3-1 | 12-1 | 1-2 | 8-2  | 6-1   | 8-5 |
| 2    | Lisbonne    | 16  | 6 | 5 | 0 | 1 | 38 | 18 | +20  |  | Lisbonne    |  |     | 10-5 | 8-2 | 10-6 | 3-2   | 6-0 |
| 3    | France      | 12  | 6 | 3 | 0 | 3 | 33 | 47 | -14  |  | France      |  |     |      | 7-5 | 10-7 | 5-9   | 5-4 |
| 4    | Italie      | 12  | 6 | 3 | 0 | 3 | 26 | 29 | -3   |  | Italie      |  |     |      |     | 7-4  | 5-6   | 5-3 |
| 5    | Montreux HC | 10  | 6 | 2 | 0 | 4 | 35 | 49 | -14  |  | Montreux HC |  |     |      |     |      | 11-10 | 5-4 |
| 6    | Pays-Bas    | 10  | 6 | 2 | 0 | 4 | 31 | 34 | -3   |  | Pays-Bas    |  |     |      |     |      |       | 3-4 |
| 7    | Argentine   | 08  | 6 | 1 | 0 | 5 | 20 | 32 | -12  |  | Argentine   |  |     |      |     |      |       |     |

## Classement final
| Classement | Équipe      |
| ---------- | ----------- |
|            | Espagne     |
|            | Lisboa      |
|            | France      |
| 4          | Italie      |
| 5          | Montreux HC |
| 6          | Pays-Bas    |
| 7          | Argentine   |

| Vainqueur du tournoi de Montreux 1971 |
| ------------------------------------- |
| Espagne 7°                            |